# Peste de l'écrevisse et autres parasitoses
 Mise en garde médicale
La peste de l'écrevisse est une maladie dont la diagnose et l'épidémiologie sont toujours en cours. La principale difficulté de la diagnose provient du fait que le phénomène n'est étudié qu'après constatation d'une forte mortalité, plusieurs jours après que les agents pathogènes ont été observés au microscope.

## Historique des attributions
Avant 1890, plusieurs épizooties ont été signalées en Europe. En 1850, en Russie, sont signalés des premiers cas qui ne donnent pas lieu à des études sur les recherches des causes.
En 1876, préalablement à l'introduction de l'écrevisse américaine, une épizootie affecte la Lorraine et l'Alsace, et s'étend progressivement à la quasi-totalité du territoire français en 1885, à l'exception des Corbières et des Cévennes. Dans le reste de l'Europe, des premiers cas sont signalés au Luxembourg en 1878, et s'étendent jusqu'à la Sibérie en 1902. De nombreuses hypothèses sont envisagées : sangsues, protozoaires, acariens, bacille (selon B. Hofer qui nomme cette bactérie Bacillus pestis astaci) et autres microorganismes dont Aphanomyces astaci (selon Leuckart et Harz en 1884 puis Schikora en 1903). 
Rapidement, plusieurs de ces hypothèses sont battues en brèche :
- « Corthuniopsis ascati(Stein) »[5] est un parasite provoquant l'apparition de taches jaunes s'élargissant jusqu'à se recouvrir entre elles, et générant une paralysie des pattes avant de provoquer la mort de l'écrevisse, qui devient rouge. Cette hypothèse a été rejetée, puisque les symptômes différent des deux séries observées pour qualifier la peste de l'écrevisse.
- « Branchiobdella astaci »[6] dite aussi Astacobdella, une espèce apparentée aux sangsues, est jugée être un simple parasite, assez fréquent, affaiblissant les écrevisses, mais n'ayant provoqué des épizooties que très rarement, et notamment en 1934 dans un sous-affluent du lac du Bourget, la rivière de la Hière.

### Pistes récentes
Aphanomyces astaci est un oomycète responsable de la peste de l'écrevisse chez les espèces du genre Astacus, et notamment l'Écrevisse à pattes rouges (Astacus astacus). Cette moisissure a été introduite avec les écrevisses américaines de l'espèce Pacifastacus leniusculus,.

## Symptômes
Les caractéristiques identifiées comme relevant de la peste des écrevisses sont les suivantes :
- Déplacement en plein jour, en marche avant[2],[4]
- État identifié de stress, probablement généré par des pollutions, et induisant une faiblesse rendant les écrevisses vulnérables à l'agent principal[9].
- Les écrevisses atteintes sont extrêmement affaiblies; les animaux que l’on sort de l’eau, laissent pendre leurs pinces et ne montrent aucun signe de défense. Troubles de l'équilibre. Souvent, il manque des extrémités entières ou une partie. La carapace présente des taches sombres dues à l’accumulation de mélanine. On observe, chez les écrevisses mortes, des excroissances ayant la forme de tampon d’ouate provenant de la membrane synoviale et souvent aussi des yeux.